# Rafael Mitjana y Gordón
Rafael Mitjana y Gordón, född 6 december 1869 i Málaga, död 15 augusti 1921 i Stockholm, var en spansk diplomat och musikolog. 
Mitjana var 1906–11 spansk legationssekreterare i Stockholm, en post som även gav honom möjlighet att ägna sig åt litterära intressen. Han var tidvis bosatt i Uppsala, där han bedrev forskning i universitetsbiblioteket och 1907 höll en serie föreläsningar över äldre spansk dramatik. Resultatet av hans forskning i Uppsala föreligger i Catalogue critique et descriptif des imprimés de musique de XVI:e et XVII:e siècles conservés à la Bibliothéque de l'Université Royale d'Upsala (I, i samarbete med Isak Collijn, 1911, utgiven med anslag av Uppsala universitet). Han innehade därefter diplomatiska poster i Sankt Petersburg och Konstantinopel, men återvände till Stockholm 1919 som sitt lands minister. 
Det är huvudsakligen på musikforskningens område, som Mitjana gjorde sig känd. Åren 1898–1900 var han en flitig medarbetare i "La musica religiosa en España" och 1902 musikkritiker i "La Epoca". Hans förnämsta arbeten är Sobre Juan del Encina, musíco y poeta, "En bibliografisk visit i Uppsala universitets musikafdelning" (tryckt i Allmänna svenska boktryckareföreningens "Meddelanden", 1906), Cincuenta y cuatro canciones españolas del siglo XVI (av Mitjana kallad "Cancionero de Uppsala"), Ensayos de critia musical, Discantes y contrapuntos, Claudio Monteverde y los orígines de la opera italiana (i "Ord och bild", 1909), Estudios sobre algunos musicos españoles del siglo XVI, Don Fernando de las Infantas, téologo y musico, La musique en Espagne (i "Encyclopédie de la musique et Dictionnaire du Conservatoire de Paris", 1920), L'orientalisme musical et la musique arabe (1907) och Mozart y la psicologia sentimental (1918). 
Mitjana bedrev även skriftställarverksamhet på andra områden än musikens. Så utgav han Estudios juridicos, sociales y economicos (Madrid, 1919), som även behandlar svenska förhållanden, och översatte till spanska August Strindbergs "Lycko-Pers resa" ("El viaje de Pedro el afortunado", 1919). 
Mitjanas stoft fördes med det svenska örlogsfartyget "HMS Fylgia" till Málaga och gravsattes i Vittoriakyrkan där.